# Rue Bailly (Nancy)
Pour les articles homonymes, voir Rue Bailly.
La rue Bailly est une voie de la commune de Nancy, dans le département de Meurthe-et-Moselle, en région Lorraine.

## Situation et accès
Débutant dans sa partie septentrionale à l'extrémité sud-ouest de la place d'Alliance et adoptant une direction générale nord-sud, la rue Bailly est placée au sein de la Ville-neuve, et appartient administrativement au quartier Charles III - Centre Ville.
La voie aboutit au sud perpendiculairement à la rue Saint-Georges, sans croiser d'autre voie.
La rue Bailly est desservie par la ligne 1 du tramway, via la station « Cathédrale ».

## Origine du nom
Elle porte le nom de Nicolas Bailly, jardinier-chef de Léopold de Lorraine.

## Historique
Cette rue a été ouverte sur l'emplacement du jardin potager du duc Léopold, en 1750, sous le nom de « cul-de-sac du Potager » avant de prendre le nom en 1752, de « rue Sainte-Catherine », en 1767, « rue des Frères », en 1780 « rue Bailly », en 1793 « rue Locke », en 1795 « rue Challier », en 1796 « rue Bacine » et depuis 1814 le nom de « rue Bailly ».